# Tejki

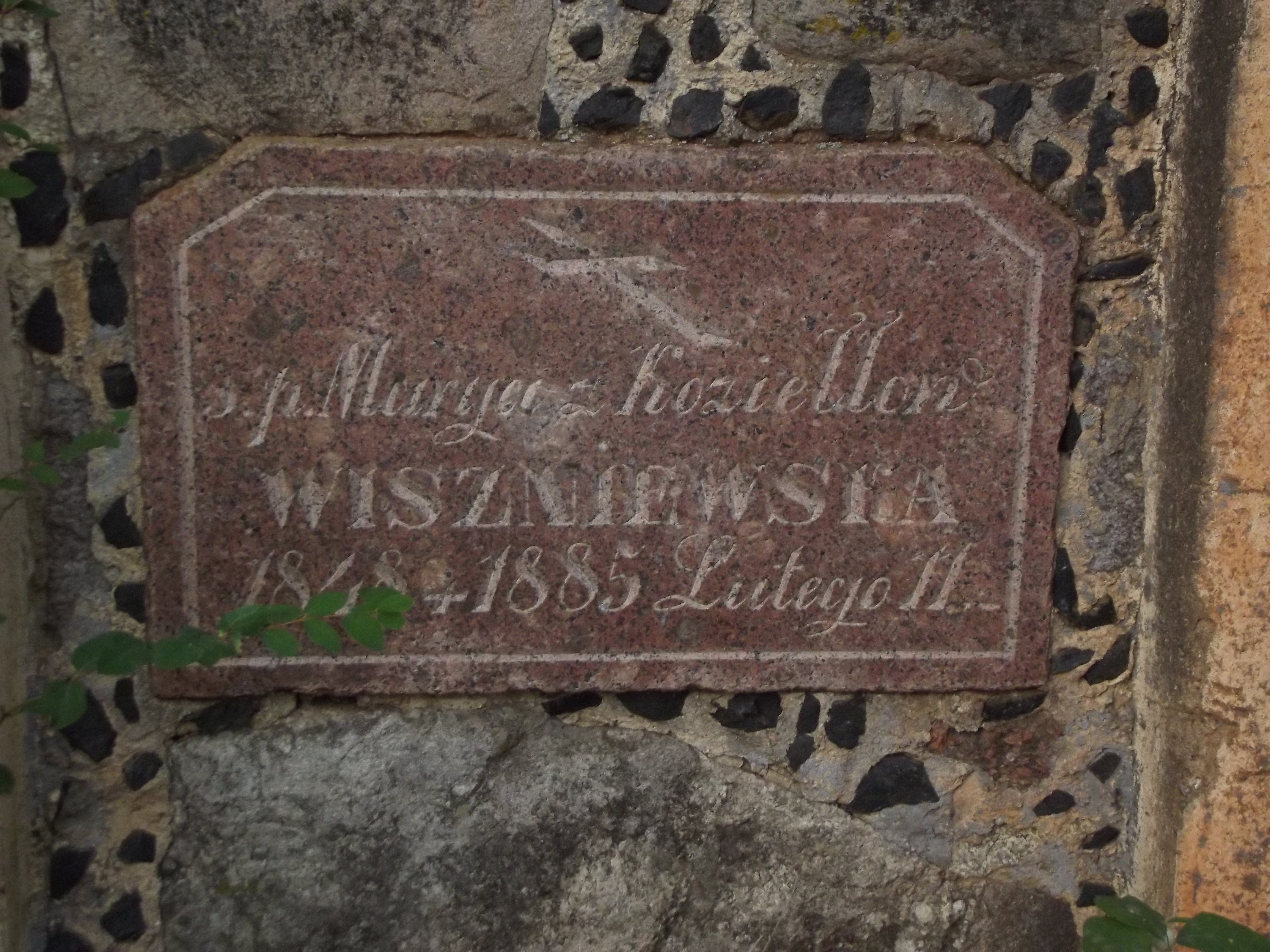
Cmentarz w Tejkach

Tejki (biał. Тэйкі, ros. Тейки) – wieś na Białorusi, w obwodzie mińskim, w rejonie mińskim, w sielsowiecie Horanie.